# Rexea alisae
Rexea alisae is een straalvinnige vissensoort uit de familie van slangmakrelen (Gempylidae). De wetenschappelijke naam van de soort is voor het eerst geldig gepubliceerd in 1997 door Roberts & Stewart.